# Privatkredit
Ein Privatkredit (auch: Privatdarlehen) ist ein Kredit, bei dem natürliche Personen als Kreditgeber fungieren. Das Wort Privatkredit wird von Kreditinstituten in der Werbung auch als Synonym für Konsum- oder Blankokredite verwendet.

## Allgemeines
Mit dem Wort Privatkredit soll verdeutlicht werden, dass Privatpersonen als Kreditgeber auftreten und nicht gewerbliche Kreditgeber wie die Kreditinstitute bei ihrem Kreditgeschäft. Auch gewerblich tätige Nichtbanken (bei Lieferantenkrediten, Muttergesellschaften bei Gesellschafterdarlehen an ihre Tochtergesellschaften) werden nicht vom Privatkredit erfasst. Dem Privatkredit fehlt meist der gewerbliche Aspekt. Gewerblich ist wie bei § 1 Abs. 2 HGB jede auf Dauer angelegte und nach außen am Markt hervortretende Tätigkeit, wobei es auf eine Gewinnerzielungsabsicht nicht ankommt. Gewährt eine Privatperson mehrere Privatkredite, auch zinslos, so kann dies zur steuerlichen Anerkennung als Gewerbe genügen. Anhaltspunkte hierzu bietet ein vom April 2012 stammendes Urteil des Bundesfinanzhofs (BFH), wonach gewerblich im Sinne der Umsatzsteuer gemäß § 2 Abs. 1 Satz 3 UStG jede nachhaltige Tätigkeit zur Erzielung von Einnahmen ist. Die Anzahl und der Umfang der Geschäfte sind danach für sich genommen nicht allein maßgeblich, sondern darüber hinaus die Dauer und die Intensität des Tätigwerdens, die Höhe der Entgelte, die Beteiligung am Markt, die Zahl der ausgeführten Umsätze, das planmäßige Tätigwerden und das Unterhalten eines Geschäftsraums.
Als Verwendungszweck kommen Konsumausgaben des Privathaushalts, Umschuldung anderer Kredite oder auch Mitfinanzierung von Baufinanzierungen in Frage.

## Arten
Häufigster Fall sind Privatkredite, die aus dem Verwandten-, Freundes-, Bekannten- oder Kollegenkreis stammen. Hier spielt das besondere Vertrauensverhältnis aus der Beziehung die entscheidende Rolle. Der Kundenkredit ist dann ein Privatkredit, sobald eine natürliche Person eine Vorauszahlung, Anzahlung oder einen Vorschuss an einen Händler oder Lieferanten leistet, bevor deren Lieferung erfolgt. Ein Bürgerkredit liegt vor, wenn Privatpersonen Kredite an Gemeinden gewähren. Um einen Peer-to-Peer-Kredit handelt es sich, wenn sowohl Kreditgeber als auch Kreditnehmer Privatpersonen sind; geschieht dies über das Internet, spricht man vom Crowdlending (Crowdinvesting).
Über Online-Kreditbörsen können sich Privatleute gegenseitig Geld leihen. Vor allem für Kreditsuchende mit unregelmäßigem Einkommen oder ungewöhnlichen Finanzierungsvorhaben sind diese Plattformen eine Alternative zur klassischen Bank. Die zwei bedeutendsten Online-Kredit-Plattformen in Deutschland waren im Jahr 2013 Smava und Auxmoney. Die Stiftung Warentest hat ihre Angebote für Kreditnehmer analysiert. Eine besondere Form von Finanzierung stellt die ROSCA dar.

## Rechtsfragen
Der Privatkredit ist ein Darlehen im Sinne des § 488 Abs. 1 BGB, das auch mündlich rechtswirksam ist. Es ist jedoch bereits aus Beweisgründen ratsam, einen Kreditvertrag in Schriftform – auch bei einem besonderen beziehungsbedingten Vertrauensverhältnis – abzuschließen. Der private Kreditgeber wird hierdurch verpflichtet, dem Kreditnehmer einen Geldbetrag in der vereinbarten Höhe zur Verfügung zu stellen. Der Kreditnehmer ist verpflichtet, einen etwaigen geschuldeten Kreditzins zu zahlen und bei Fälligkeit das zur Verfügung gestellte Darlehen zurückzuzahlen. Vertragstypische Kreditbedingungen sind Kreditbetrag, Kreditzins, Tilgung, Fälligkeit und etwaige Kreditsicherheiten. Bei einem unverzinslichen (zinslosen) Darlehen ist der Kreditnehmer zur Rückerstattung des Darlehens auch ohne Kündigung berechtigt (§ 488 Abs. 3 BGB). Gefälligkeitsdarlehen unter Familienangehörigen und Freunden fallen nicht unter den Begriff des Darlehensgebers nach § 491 Abs. 1 BGB, § 14 BGB, so dass die Bestimmungen über Verbraucherdarlehensverträge nicht anwendbar sind.
Liegen die Kreditzinsen unterhalb der Marktzinsen oder werden gar zinslose Privatkredite gewährt, so wird dies steuerlich als Schenkung eingestuft. Wenn auch zivilrechtlich eine Schenkung gemäß § 516 BGB nicht vorliegt, kann ein zinsloses Darlehen steuerlich als Schenkung unter Lebenden gemäß § 7 Abs. 1 Nr. 1 ErbStG angesehen werden. Der Empfänger eines zinslosen Darlehens erhält dadurch die Möglichkeit, das überlassene Kapital unentgeltlich zu nutzen. Dann liegen nach Auffassung des Bundesfinanzhofs (BFH) eine Vermögensmehrung und somit auch eine Schenkung der (ersparten) Kreditzinsen vor. Denn der Erwerb eines zugewendeten Gegenstands, auf den kein Rechtsanspruch bestehe, sei unentgeltlich, wenn er nicht rechtlich abhängig ist von einer den Erwerb ausgleichenden Gegenleistung des Erwerbers.
Die Schwelle zum gewerblichen Bankgeschäft kann schnell überschritten sein.

„1. Ein Kreditgeschäft nach § 1 Abs. 1 Satz 2 Nr. 2 KWG wird dann im Sinne von § 32 Abs. 1 Satz 1 KWG gewerbsmäßig betrieben, wenn der Betrieb auf gewisse Dauer angelegt ist und der Betreiber ihn mit Gewinnerzielungsabsicht verfolgt. Eine auf Dauer angelegte geschäftliche Betätigung liegt bei einer nachhaltigen und planmäßigen, mit der erkennbaren Absicht auf Fortsetzung, d. h. nicht nur gelegentlichen oder zufälligen und auf lediglich vorübergehende Zeit ausgerichteten Tätigkeit vor. Auf den Umfang der Geschäftstätigkeit und auf den für diese Betätigung betriebenen organisatorischen Aufwand kommt es nicht an.

2. Ein Kreditgeschäft nach § 1 Abs. 1 Satz 2 Nr. 2 KWG liegt auch dann vor, wenn die Darlehen im Rahmen einer privaten Vermögensverwaltung ausgegeben werden.

3. Die Erweiterung des Begriffs des Kreditinstituts auf das gewerbliche Betreiben von Bankgeschäften durch die 6. KWG-Novelle vom 22. Oktober 1997 (BGBl I, 2518) ist mit Gemeinschaftsrecht vereinbar.“

## Risiken von Privatdarlehensverträgen

### Formfreiheit von Darlehensverträgen
Privatdarlehen können formlos geschlossen werden. Diese Möglichkeit führt naturgemäß zu Beweisproblemen im Falle von Rückforderungen. Aus Sicherheitsgründen sollten Privatkreditverträge daher immer schriftlich geschlossen werden.

### Sicherheiten
Alle banküblichen Sicherheiten können auch durch Privatpersonen vereinbart werden. Ein Rechtsrisiko ergibt sich hier aus der Notwendigkeit, Sicherungsverträge rechtlich korrekt zu formulieren und ihre Einhaltung zu überwachen.

## Statistik
Einer Umfrage des Meinungsforschungsinstituts YouGov aus dem Jahr 2012 zufolge halten es 52 % der Deutschen für normal, sich von Freunden oder Verwandten Geld zu leihen. Dagegen stufen 37 % Privatdarlehen als bedenklich ein und finden, dass bei Geld die Freundschaft aufhört.